# Elezioni europee del 2019 in Spagna
Le elezioni europee del 2019 in Spagna si sono tenute domenica 26 maggio per eleggere i 54 membri del Parlamento europeo spettanti alla Spagna. Tale numero di seggi è stato aumentato a 59 nel febbraio 2020, in seguito all'uscita del Regno Unito dall'Unione europea.

## Risultati
| Liste          | Liste | Gruppo                | Voti       | %     | Seggi   |
| -------------- | --- | --------------------- | ---------- | ----- | ------- |
|                | Partito Socialista Operaio Spagnolo | S&D                   | 7.369.789  | 32,86 | 20      |
|                | Partito Popolare | PPE                   | 4.519.205  | 20,15 | 12      |
|                | Ciudadanos | RE                    | 2.731.825  | 12,18 | 7       |
|                | Unidas Podemos Cambiar Europa • Podemos • Sinistra Unita (PCE) • Catalunya en Comú (ICV-EUiA)                                                                                     | - GUE/NGL Verdi/ALE   | 2.258.857  | 10,07 | 6 3 2 1 |
|                | Vox | ECR                   | 1.393.684  | 6,21  | 3       |
|                | Ahora Repúblicas • Sinistra Repubblicana di Catalogna • Euskal Herria Bildu (EA) • Blocco Nazionalista Galiziano                                                                  | - Verdi/ALE GUE/NGL - | 1.252.139  | 5,58  | 3 2 1 - |
|                | Junts per Catalunya (PDeCAT) | RE                    | 1.018.435  | 4,54  | 2       |
|                | Coalizione per un'Europa Solidale • Partito Nazionalista Basco • Coalizione Canaria • Compromiso por Galicia • Geroa Bai • El Pi - Proposta per le Isole • Democratici Valenciani | - RE -                | 633.090    | 2,82  | 1 -     |
|                | Compromiso por Europa • Compromís (BNV) • En Marea | -                     | 296.491    | 1,32  | -       |
|                | Partito Animalista Contro il Maltrattamento degli Animali | -                     | 295.546    | 1,32  | -       |
|                | Coalizione Verde - Europa dei Cittadini | -                     | 65.504     | 0,29  | -       |
|                | Recortes Cero - Gruppo Verde | -                     | 50.002     | 0,22  | -       |
|                | Volt Europa | -                     | 32.432     | 0,14  | -       |
|                | Iniciativa Feminista | -                     | 29.276     | 0,13  | -       |
|                | Partito Comunista dei Popoli di Spagna (PCPE-PCPC-PCPA) | -                     | 28.508     | 0,13  | -       |
|                | Actúa | -                     | 25.528     | 0,11  | -       |
|                | Andalucía Por Sí | -                     | 23.995     | 0,11  | -       |
|                | Por un Mundo Más Justo | -                     | 21.584     | 0,10  | -       |
|                | Altri <0,10% | -                     | 163.440    | 0,73  | -       |
| Totale         | Totale | Totale                | 22.209.330 |       | 54      |
| Voti in bianco | Voti in bianco | Voti in bianco        | 216.736    | 0,97  |         |
| Totale         | Totale | Totale                | 22.426.066 | 100   |         |

- Alla data dell'inaugurazione della IX legislatura (2 luglio 2019) non sono stati proclamati eletti Carles Puigdemont e Toni Comín, di Junts per Catalunya, nonché Oriol Junqueras, della Sinistra Repubblicana di Catalogna.
- I 5 seggi ulteriori spettanti alla Spagna sono stati attribuiti a Partito Socialista Operaio Spagnolo, Partito Popolare, Ciudadanos, Vox e Junts per Catalunya (un seggio ciascuno).